# Ligidium jiuzhai
Ligidium jiuzhai is een pissebed uit de familie Ligiidae. De wetenschappelijke naam van de soort is voor het eerst geldig gepubliceerd in 1999 door Tang & Zhou.